# Мішнево
Мі́шнево (рос. Мишнево) — присілок у складі Щолковського міського округу Московської області, Росія.

## Населення
Населення — 217 осіб (2010; 217 у 2002).
Національний склад (станом на 2002 рік):
- росіяни — 99 %